# Région de Tarapacá
Pour les articles homonymes, voir Tarapacá.

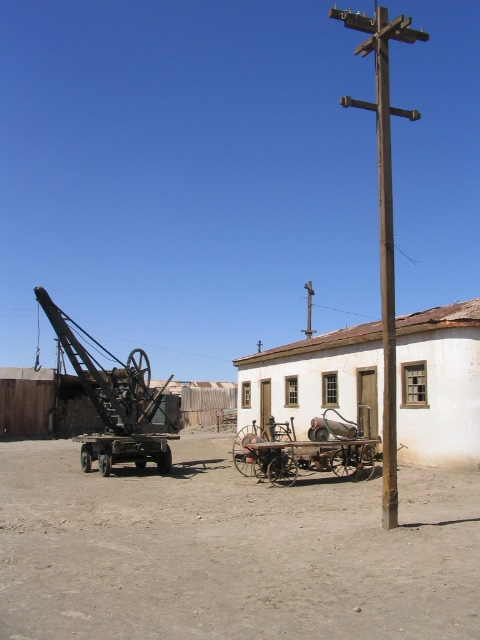
Usine de salpêtre de Humberstone.

La région de Tarapacá (en espagnol : Región de Tarapacá) est une des seize régions du Chili. Sa capitale est la ville d'Iquique.

## Géographie
La région de Tarapacá est limitée au nord par la région d'Arica et Parinacota, à l'est par la Bolivie et au sud par la région d'Antofagasta. La route panaméricaine permet d'atteindre par voie terrestre la région depuis Santiago située à plus de 1 800 km plus au sud. Le trajet durant environ 25 heures.

Près de la mine de Collahuasi, dans la région de Tarapacá. Février 2016.

Cette région se caractérise par un climat aride, aux températures uniformes toute l'année.

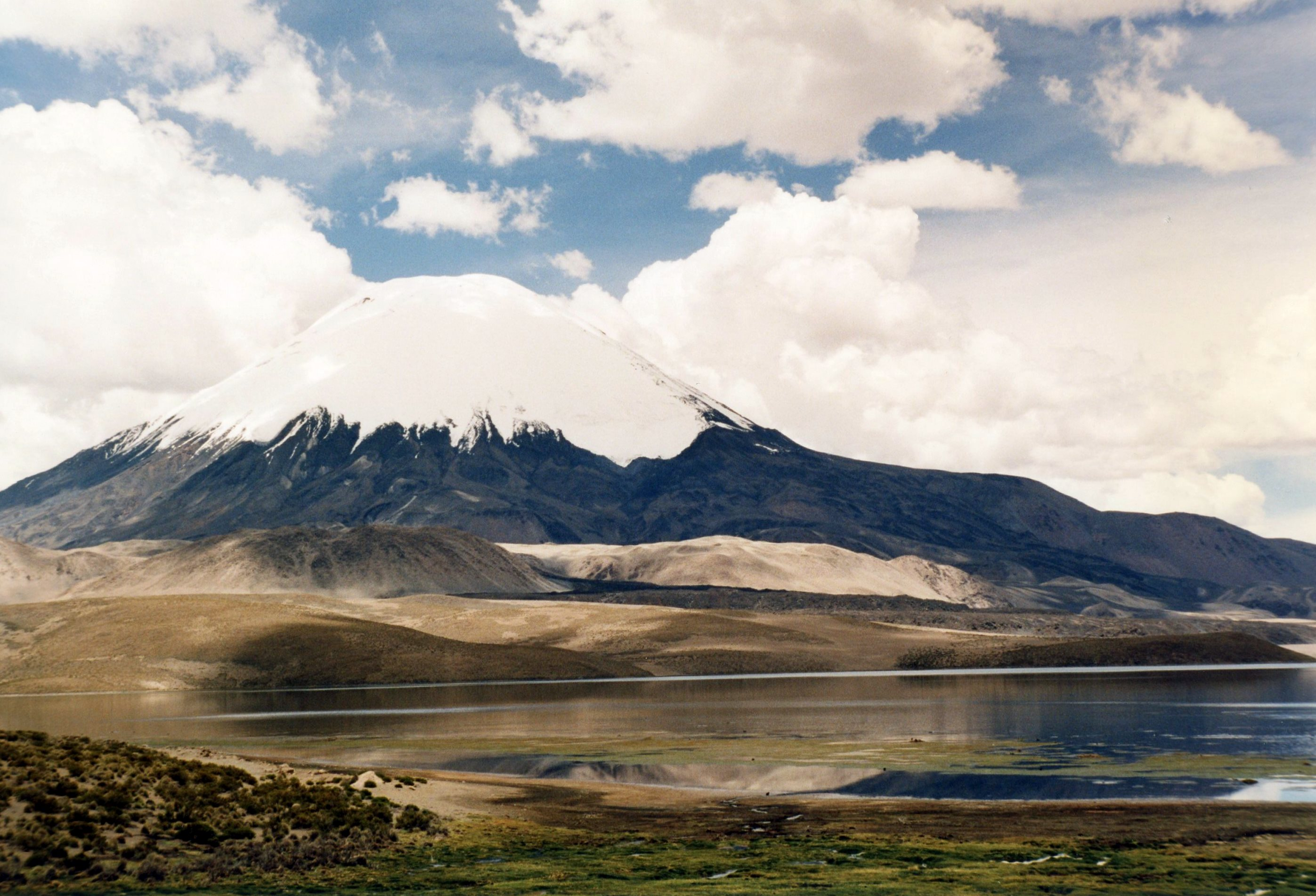
Volcan Parinacota et Lac Chungará.

Elle est subdivisée en zones clairement définies :
- La côte très étroite au climat doux et aux températures égales toute l'année. L'amplitude des températures est très faible : 15 à 18 °C la nuit et 20 à 26 °C le jour et ceci toute l'année. Les pluies sont quasi inexistantes.
- La cordillère de la côte, véritable rempart contre les nuages et qui sépare la côte du désert de Tarapacá.
- Le désert de Tarapacá, parmi les plus arides du monde, est un long plateau où les pluies sont quasi inexistantes, mais une flore particulière s'est développée par l'apport d'humidité des brumes nocturnes. La Pampa del Tamarugal en est l'exemple le plus clair. Une véritable forêt s'est développée en plein désert. Il existe aussi plusieurs grands lacs salés.
- À l'est s'élève la cordillère des Andes. Remparts contre les pluies en provenance des plateaux brésiliens et qui pendant l'été austral apportent une humidité importante sur la cordillère. La différence de température à ces hautes altitudes (plus de 5 000 m en moyenne) provoque des pluies torrentielles. Les rivières qui descendent depuis la Cordillère dévalent par les vallées jusqu'au Pacifique. Arica est ainsi inondée en plein été à cause de ces pluies pendant la saison estivale. Ces pluies ont malgré tout un apport bénéfique, car elles permettent le développement d'une agriculture tout au long de l'année dans les vallées. Raisin et autres fruits sont ainsi produits toute l'année.

## Histoire
La région fit partie de l'Empire Inca jusqu'à l'arrivée des Espagnols au début du XVIe siècle. En même temps que l'Amérique latine obtenait son indépendance de la métropole elle passa aux mains du Pérou. Elle devint chilienne à la suite de la guerre du Pacifique (1879-1884).
La région est habitée par des minorités d'Indiens aymara, le long de la frontière avec la Bolivie.

## Subdivisions territoriales

### Provinces et communes
| \| Province \| Capitale \| Commune \| Chef-lieu si ≠ de la commune \| Superficie \| Population (2017)[2] \| \| --------- \| ------------ \| --------------- \| ---------------------------- \| ---------- \| -------------------- \| \| Iquique \| Iquique \| 1 Iquique \| \| 2 835 \| 191 468 \| \| Iquique \| Iquique \| 2 Alto Hospicio \| \| 593 \| 108 375 \| \| Tamarugal \| Pozo Almonte \| 3 Camiña \| \| 2 200 \| 1 250 \| \| Tamarugal \| Pozo Almonte \| 4 Colchane \| \| 4 016 \| 1 728 \| \| Tamarugal \| Pozo Almonte \| 5 Huara \| \| 10 475 \| 2 730 \| \| Tamarugal \| Pozo Almonte \| 6 Pica \| \| 8 934 \| 9 296 \| \| Tamarugal \| Pozo Almonte \| 7 Pozo Almonte \| \| 15 711 \| 11 519 \| |              |                 |                              |            |                   |
| Province | Capitale     | Commune         | Chef-lieu si ≠ de la commune | Superficie | Population (2017) |
| Iquique | Iquique      | 1 Iquique       |                              | 2 835      | 191 468           |
| Iquique | Iquique      | 2 Alto Hospicio |                              | 593        | 108 375           |
| Tamarugal | Pozo Almonte | 3 Camiña        |                              | 2 200      | 1 250             |
| Tamarugal | Pozo Almonte | 4 Colchane      |                              | 4 016      | 1 728             |
| Tamarugal | Pozo Almonte | 5 Huara         |                              | 10 475     | 2 730             |
| Tamarugal | Pozo Almonte | 6 Pica          |                              | 8 934      | 9 296             |
| Tamarugal | Pozo Almonte | 7 Pozo Almonte  |                              | 15 711     | 11 519            |

## Agglomérations et habitats dispersés
L'administration chilienne subdivise les agglomérations en villes (ciudad) de plus de 5 000 habitants, bourgs (Pueblo) dont la population est comprise entre 1 000 et 5 000 habitants, villages (Aldea) de 300 à 1000 habitants et hameaux (Caserío) de 3 à 300 habitants.
| Type agglomération | Nombre | Population totale | Pourcentage total région | Liste des agglomérations             |
| ------------------ | ------ | ----------------- | ------------------------ | ------------------------------------ |
| Villes (ciudad)    | 3      | 221 000           |                          | Iquique, Alto Hospicio, Pozo Almonte |
| Bourgs (Pueblo)    | 3      | 5 450             |                          | Pica, Collaguasi, La Tirana          |
| Villages (Aldea)   | 7      | 3 834             |                          |                                      |
| Hameaux (Caserío)  |        |                   |                          |                                      |
| Habitat dispersé   |        |                   |                          |                                      |

Agglomérations de la région
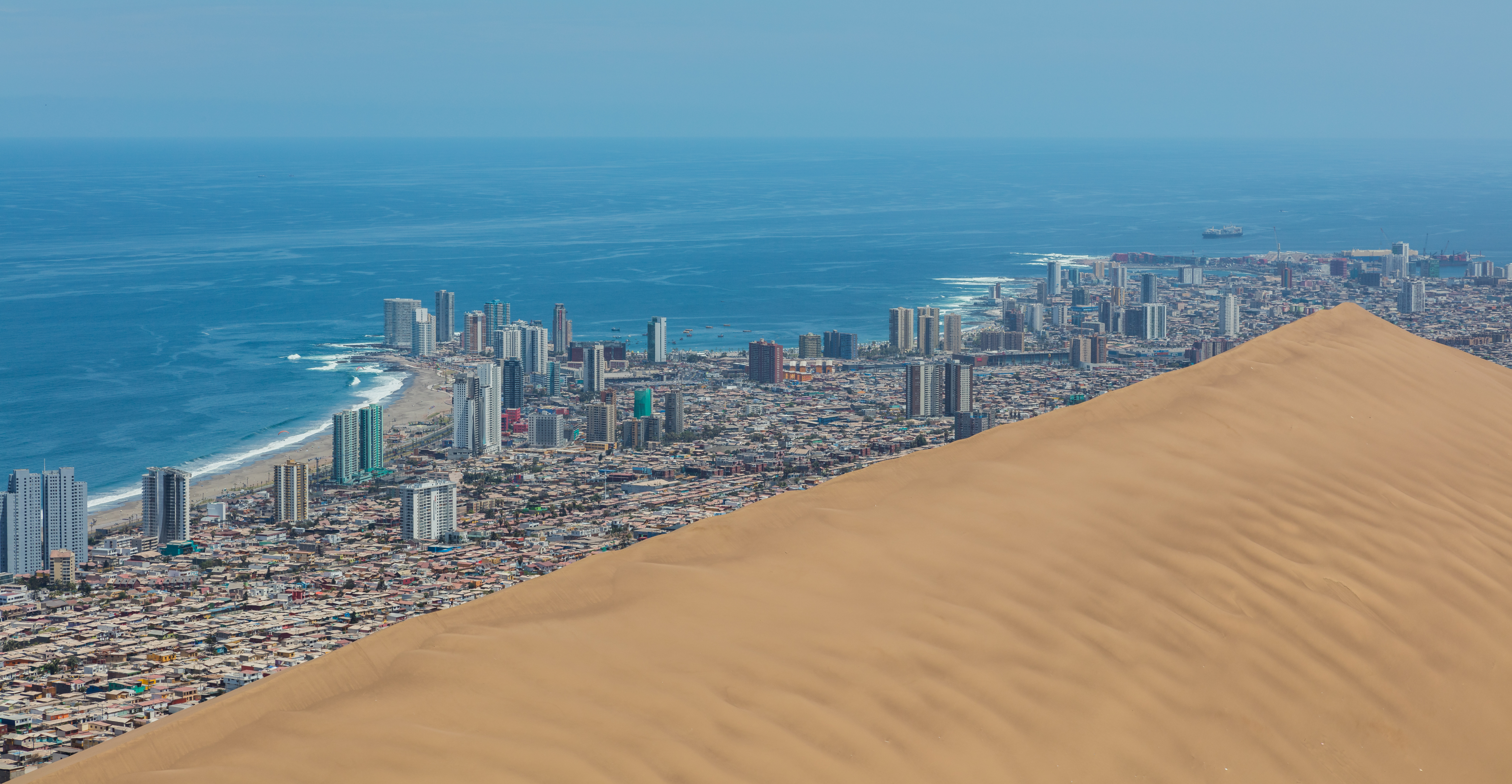
Iquique vu depuis la dune du Dragon.
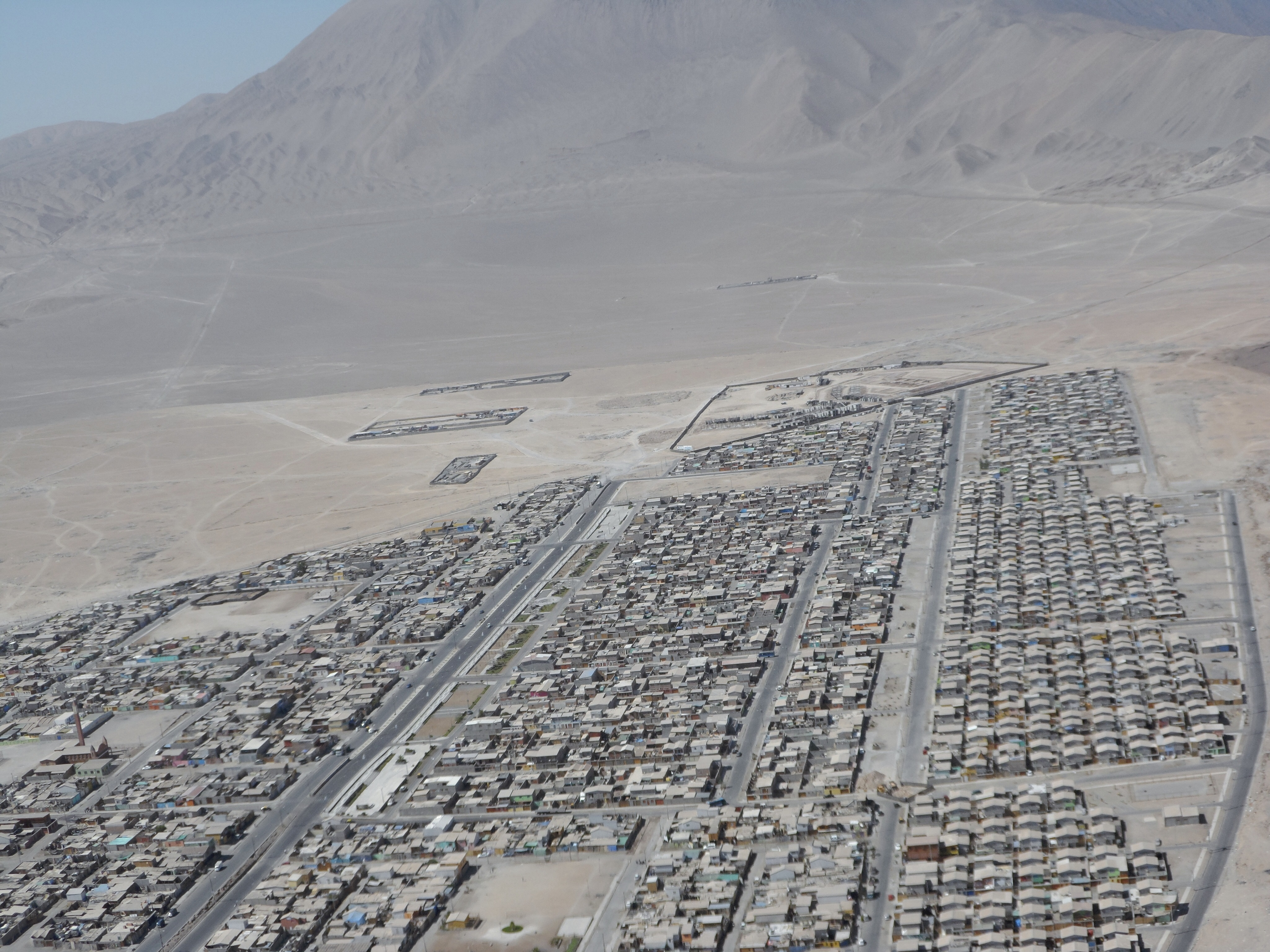
Alto Hospicio vu des airs.
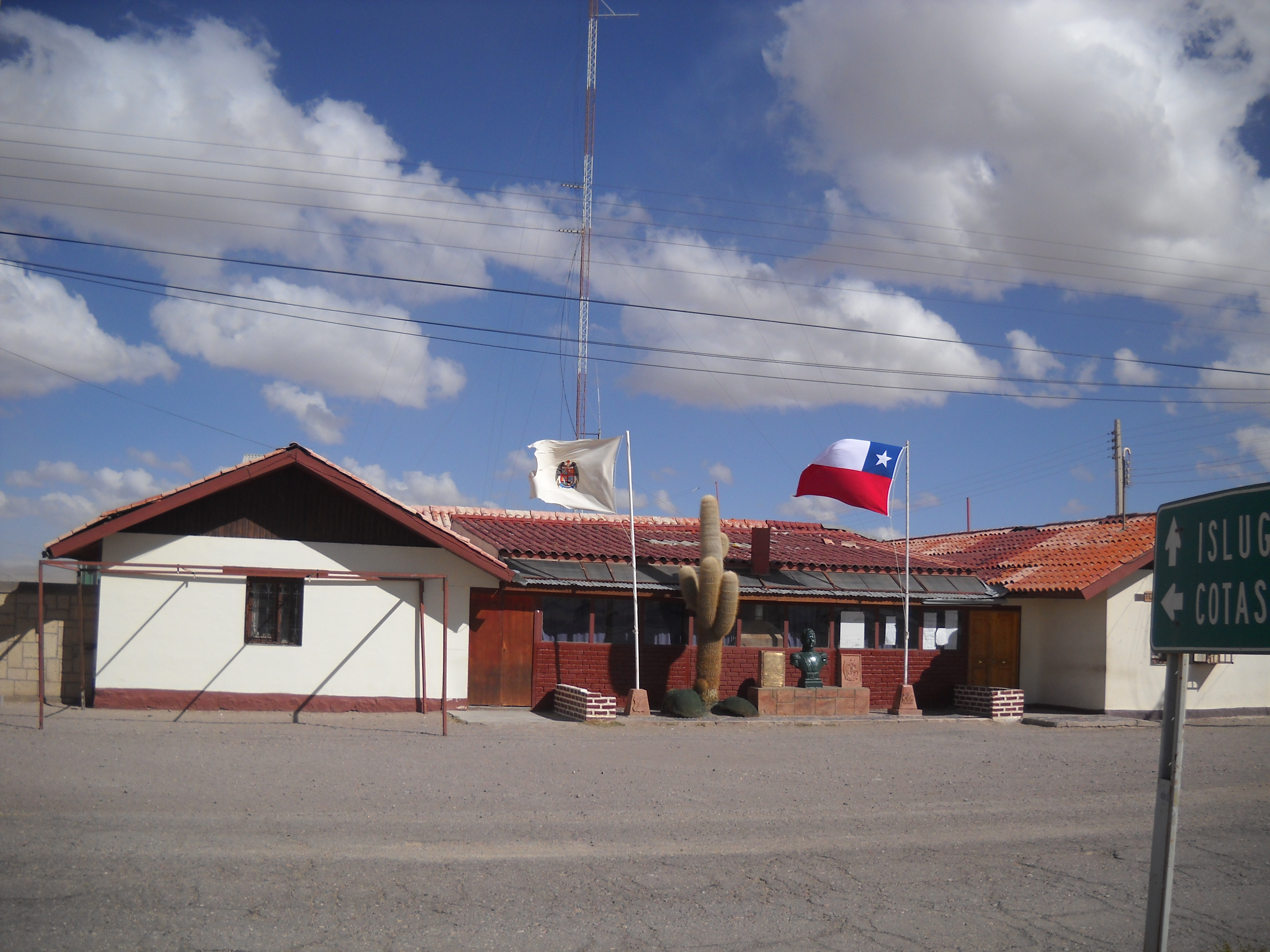
Mairie de Colchane.

## Patrimoine naturel
La région dispose de belles plages, principalement à Iquique et le climat permet d'en profiter toute l'année.
Principal aéroport : Iquique (Cavancha).